# 平面國
《平面國》（英語：Flatland: A Romance of Many Dimensions）是英國教師埃德温·阿伯特·阿伯特一本出版於1884年的諷刺中篇小說。阿伯特藉由此書中虛構的二維空間平面國國民「正方形」一角來表達對於維多利亞時代階層制度的尖銳評論。然而，這本中篇小說更長遠的貢獻是對於維度的審視。在本書眾多版本中有一段名科幻作家寫的序言評道，《平面國》是「一個人所能找到對於維度概念的感受方法中最好的」（The best introduction one can find into the manner of perceiving dimensions）。本書因而仍舊受數學、物理學和電腦科學的學生所喜愛。另外，已有幾部電影改編自此書。

## 內容概要
平面國分為前後兩部分。在第一部分中，由一個正方形敘述平面國的世界；而第二部分則談到零維度和一維度的世界，平面國人難以理解的三維空間國，以及約略地提及對於四維空間的類比與想像。

### 第一部分：世界
這一部分主要介紹平面國的世界。在平面國，所有一切都看起來像線。屋子大多是五邊形的，以避免過度尖銳的角刺傷人。平面國的人民則依照階級分成多種幾何圖形。以男性而言，士兵和低階工人是等腰三角形，中等階級則是等邊三角形。專業的男性和紳士是正方形和五邊形，上流的貴族階級則是六邊形和更多邊的形狀。最後，最高級的教士是圓的階級（其實，他們只是有著上百個邊，以致於每個邊過短到幾乎感覺不出來，因此和真正的圓相當接近，嚴格來說他們只是幾百邊形）。並且，新生兒會比他的父親多上一個邊，因而獲得階級的提昇，但是這不適用於低階的商人、工人與士兵（也就是等腰三角形們）。即便如此，等腰三角形還是有機會生出等邊三角形的子裔。邊數多的人較難產生子裔，這控制上層階級永遠是少數，而下層是多數。至於女性則都是直線（更精確的說，並不是真的直線，只是很細長的長方形），平面國女性的直線身體在某方面來說相當危險，因為直線在前後看起來只有一個點，而這鋒銳的身體有可能會意外地一頭刺入某人體內，因此平面國某些地區對於女性有了許多奇怪的規定，例如在公共場合活動時必需一直發出善意的聲音。
基本上，大多數平面國國民都是規則圖形，不規則者被視為畸形和「不道德」的。他們若不是被摧毀，就是只能做一些低薪的工作，而且必須被監禁和監視。
在平面國，辨識人的方法有三種。第一種是靠聽覺區分人聲，第二種是靠觸摸，第三種是靠視覺。前兩種屬於中下階層的方法，貴族和教士則幾乎獨占了最後一種。聽覺因為可能受人模仿聲音而較少被使用，觸摸則是中下階層最常用的，多數人只要觸摸一個角就能分別彼此的階級，只是要小心不要把別人刺傷，觸摸女性尤其危險。至於視覺辨識，則主要是高等階級的做法，平面國時常有大霧壟罩，所以儘管所有事物看起來都是直線，還是可以透過直線兩端糢糊的程度來判定角度，由於這需要相當技術和教育，下層人民通常沒機會學好這種辨識法。

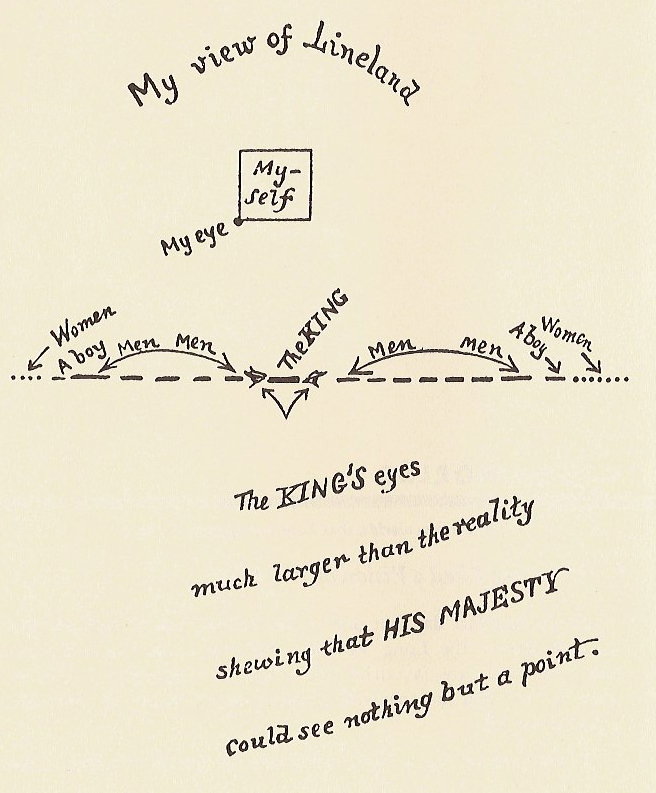
線國的一維世界。

在視覺上，平面國是只有灰白的無色世界。不過在很久以前，有個名叫克洛馬蒂斯（Chromatistes）的五邊形發現了繪出色彩的方法，不久就傳遍了整個國度。人們開始把自己漆的五顏六色，視覺辨識開始變得容易。但是，這對國家帶來了混亂，高等階級不再獨享視覺辨識，幾何學、靜態學和動態學等學問被棄置，低層階級開始要求：既然各個階級間已經相差無幾，那麼應該除去階級制度，讓所有人獲得平等地位。最後，這動亂在圓們巧妙的除去克洛馬蒂斯以後結束了，而顏色的技術也因而失傳，現在只有主圓（the Chief Circle）和一些大學的隱密班級知道如何製造和運用顏色。

### 第二部分：其他世界

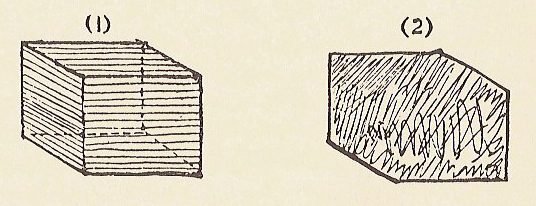
球試圖向正方形解釋什麼是正立方體（1），不過正方形一開始把這理解成不規則圖形（2）。

在平面國1999年的倒數第二天，正方形夢見了一維的線國，線國的男人是一小條線段，女人則是點。線國人靠聲音區分彼此，也靠聲音產下後代。因為整個世界就是一條線，線國人只能看見身邊人產生的點，而且不能從他們旁邊走過去，這是因為線國只有前後而沒有左右。當正方形到線國以後，他試圖向線國國王解釋二維空間的概念，不過徒勞無功。國王被激怒，正方形終從夢中醒來。
隔天，也就是世紀末的最後一天，三維空間國的球前來向正方形宣導三維的概念（這是千年才能有一次的機會）。如同線國國王不能了解二維，正方形也不能理解三維，球只好訴諸最後手段：把正方形帶到空間國。正方形終於了解了除了長、寬以外還有高的維度，他進而興奮的向圓提出四維的類比概念：在一維中，移動的點與二端點產生線；二維中，移動的線與四端點產生正方形；三維中，移動的正方形與八端點產生立方體。那麼四維中，立方體往某個方向移動就能產生十六個端點的超立方體。球斥責之為胡言亂語，讓激動的正方形回到了平面國。
後來，正方形又做了個夢，是關於零維度的點國，點國只有一個點存在，本身就佔據了整個點國的空間。點認為自己就是一切（唯我論），是一也是萬物（All in One），就連正方形對他的對話，他也以為是自己無意識中和自己的對談。
之後，正方形試圖向別人傳播他「向上，而非向北」（Upward, not Northward）的「三維福音」，最終被委員會逮捕和監禁。正方形並不是這樣的第一人，以前就有空間國國民出現在平面國的事件，而圓們視之為應當封鎖的機密。

## 印行版本
- 《平面國》（1963年第五版），再版於1983年，為這版寫了前言， HarperCollins 出版，ISBN 0-06-463573-2
  - 和 Dionys Burger 的 Sphereland（1994年）一同出版，HarperCollins，ISBN 0-06-273276-5
- 《神奇的二维国》（中文簡體版）1991年科学普及出版社出版，譯者：陈忱，ISBN 9787110020777
- The Annotated Flatland（2002年），共同作者艾恩·史都華，Perseus Publishing，ISBN 0-73820541-9
- Signet Classics edition （2005年），ISBN 0-451-52976-6
- Oxford University Press（2006年），ISBN 0-19-280598-3
- Dover Publications thrift edition（2007年），ISBN 0-486-27263-X
- CreateSpace edition（2008年），ISBN 1-440-41778-4
- 《平面國》(中文繁體版) 2010 星月出版 翻譯者：張秉祖 PDF電子書 （页面存档备份，存于） ISBN 978-986-08-1825-3
- 《平面國》(中文繁體版) 2014 魔酒出版 翻譯：賴以威 ISBN 978-986-89-7453-1
- 《扁國傳奇》(中文繁體版)《拾穗月刊》1974（295-297期）  翻譯：蘇白宇。

## 關聯作品

### 文學
有許多作品模仿或接續了《平面國》，包含了：
- An Episode on Flatland: Or How a Plain Folk Discovered the Third Dimension，查理斯·霍華·辛頓著（1907）
- Sphereland（英语：Sphereland），Dionys Burger（英语：Dionys Burger） 著（1965）
- Geometry, Relativity, and the Fourth Dimension，Rudolf v. B. Rucker（英语：Rudy Rucker） 著（1977）
- The Planiverse（英语：The Planiverse），A. K. Dewdney（英语：A. K. Dewdney） 著（1984）
- Flatterland，艾恩·史都華 著（2001）
- Spaceland（英语：Spaceland (novel)），Rudy Rucker 著（2002）

受到《平面國》啓發的短篇小說，包含了：
- The Incredible Umbrella，Marvin Kaye（英语：Marvin Kaye） 著（1980），包含一篇發生在平面國的章節
- Message Found in a Copy of "Flatland"，鲁迪·拉克著（1983）
- Tangents，葛瑞格·貝爾著
- The Dot and the Line: A Romance in Lower Mathematics（英语：The Dot and the Line），Norton Juster（英语：Norton Juster） 著（1963）
- Voluntary Committal，Joe Hill（英语：Joe Hill (writer)） 著（2005）

### 劇情片
- 平面國（Flatland (film)，2007），一部98分鐘的動畫電影版，由 Ladd Ehlinger Jr. 導演。[3]書中的諷刺對象由維多利亞時期的英國轉到今日的美國（例如，裡頭有個「總統」而非「國王」，以及空間國的先進科技等）。[4]

### 短片
- Flatland（1965），由艾瑞克·馬丁（Eric Martin）導演，Dudley Moore（英语：Dudley Moore）、Roddy Maude-Roxby（英语：Roddy Maude-Roxby） 和 Alexandra Berlin 擔任旁白的動畫
- Flatland（1982），數學家 Michele Emmer 導演的一部短片。
- Flatland: The Movie（英语：Flatland: The Movie）（2007） 由達諾·詹森和傑佛瑞·特拉維斯（Dano Johnson & Jeffrey Travis）製作，[5]這是一部30分鐘的動畫教育電影，由Martin Sheen、Kristen Bell、Michael York（英语：Michael York） 和 Tony Hale 配音
- 在電影 What the Bleep Do We Know!?（英语：What the Bleep Do We Know!?） 的動畫續集裡，有個人和平面國國民互動。

### 電視
- 在 Cosmos（英语：Cosmos: A Personal Voyage） 的其中一集裡，卡爾·薩根討論了平面國以解釋其他維度空間。
- 源自 The Outer Limits（英语：The Outer Limits (1963 TV series)） 系列影集其中一集的 "Behold, Eck!（英语：Behold, Eck!）" 受《平面國》啟發。它以一個友善又受歡迎的外星生物 Eck 為特色，Eck 來自二維空間，因為穿梭時空洞時的誤算而掉入三維世界。
- 在宅男行不行其中一集裡，謝爾頓·庫珀和拉傑什·庫斯拉帕里在需要換場景時討論了想像的「平面國」。

### 遊戲
- "The Flatland Role Playing Game"，由 Marcus Rowland（英语：Marcus Rowland） 製作（1998），後來修改及擴充為 "The Original Flatland Role Playing Game"（2006）。
- 電子遊戲 Miegakure 根基於《平面國》敘述的四維空間概念。

## 外部連結
- （英文）
- Flatland, text, no illustrations - 古腾堡计划
- （英文）
- Flatland - 古腾堡计划（附有ASCII插圖）
- （英文）《平面國》在網際網路檔案館上的第一版數位本。
- （英文）《平面國》第二版，附有原版插圖 （页面存档备份，存于）（HTML格式，一頁）
- （英文）《平面國》第五版，附有原版插圖 （页面存档备份，存于）（HTML格式，一章節一頁，另有可供下載的ZIP檔案）
- （英文）《平面國》有聲書 （页面存档备份，存于）（mp3格式，自Librivox）
- （英文）《平面國》 （页面存档备份，存于）在網際網路檔案館上的Open Library的線上版。